# Gámssarivier
De Gámssarivier (Gámssajåkka/Gámssajohka) is een rivier die stroomt in de Zweedse  gemeente Kiruna. De Gámssarivier verzorgt de afwatering van de bergen rondom de Gámssatjåkka/Gámssačohkka van 980 meter hoog. Ze stroomt oostwaarts en levert haar water na 3 kilometer in bij de Gopparivier.
Afwatering: Gámssarivier → Gopparivier → Birtimesrivier → (Vittangimeer) → Vittangirivier → Torne → Botnische Golf